# Leptapoderus pectoralis
Leptapoderus pectoralis is een keversoort uit de familie bladrolkevers (Attelabidae). De wetenschappelijke naam van de soort werd in 1815 gepubliceerd door Thunberg.